# Meadow Vista
Meadow Vista is een plaats (census-designated place) in de Amerikaanse staat Californië, en valt bestuurlijk gezien onder Placer County.

## Demografie
Bij de volkstelling in 2000 werd het aantal inwoners vastgesteld op 3096.

## Geografie
Volgens het United States Census Bureau beslaat de plaats een oppervlakte van
14,4 km², waarvan 13,9 km² land en 0,5 km² water.

## Plaatsen in de nabije omgeving
De onderstaande figuur toont nabijgelegen plaatsen in een straal van 24 km rond Meadow Vista.